# Mats Åmark
Herman Vilhelm Mattias (Mats) Åmark, född 24 februari 1882 i Enköping, död 2 januari 1973 i Danderyds församling, var en svensk präst och författare. 
Åmark blev teologie kandidat vid Uppsala universitet 1905, teologie licentiat 1915 och teologie doktor 1927. Han blev brukspredikant vid Norns bruk och komminister i Kungs-Husby och Torsvi församlingar 1912 och tillförordnad kyrkoherde i Lillkyrka och Boglösa församlingar 1917. Han var domkyrkosyssloman i Strängnäs 1924–1931, föreståndare för kyrkomuseet i Strängnäs 1924–1931, stiftsadjunkt i ärkestiftet 1931–1934 och domkyrkosyssloman i Uppsala 1935–1953. 
Åmark utgav ett flertal skrifter om medeltida kyrkklockor i Sverige och räknas som banbrytaren inom svensk kampanologisk vetenskap. Han utgav också skriftserien Från ärkestiftets helgedomar (1935), Uppsala domkyrka genom åtta århundraden (1938) och Sveriges medeltida kyrkklockor (1961). Han invaldes som korresponderande ledamot av Vitterhets-, historie- och antikvitetsakademien 1944. Han var 1920 en av grundarna av den högkyrkliga ordensgemenskapen Societas Sanctæ Birgittæ.
Åmark är begraven på Uppsala gamla kyrkogård.